# Ciego de Ávila
Ciego de Ávila ist eine kubanische Stadt im Zentrum der Insel. Sie ist die Hauptstadt der gleichnamigen Provinz Ciego de Ávila und hat 147.745 Einwohner (Zensus 2012).
Hauptindustriezweige in der Stadt sind die Holz- und Nahrungsmittelverarbeitung. Der Hafen von Ciego de Ávila liegt in Júcaro, das im Süden an der Karibik liegt. Ciego de Ávila hat einen Flughafen, der bis 2002 die Urlaubsziele Cayo Coco und Cayo Guillermo bediente.

## Söhne und Töchter der Stadt
- Joaquín Mendivel (1919–1997), kubanischer Pianist, Arrangeur, Komponist, Orchesterleiter und Musikpädagoge
- Luis Díaz (* 1942), kubanischer Son-Sänger und Komponist
- Diego Gutiérrez (* 1974), Singer-Songwriter
- Saily Viart (* 1995), Kugelstoßerin